# Dajue Si

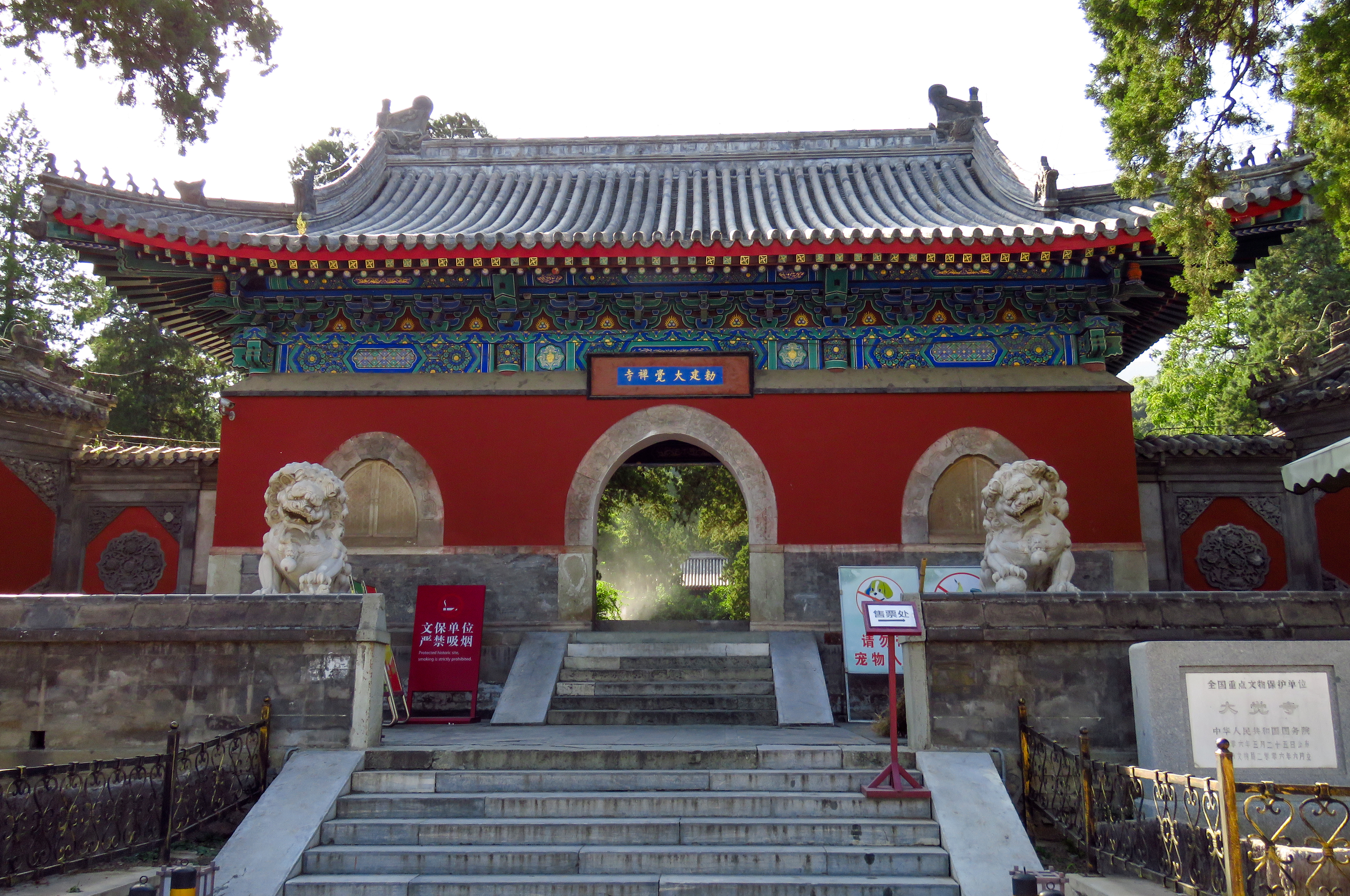
Dajue Si

Der Dajue Si (Dajue-Tempel, chinesisch 大觉寺, Pinyin Dàjué sì – „Tempel der großen Erleuchtung, Tempel des Erwachens“) in den Pekinger Westbergen im Stadtbezirk Haidian ist ein Tempel aus der Zeit der Liao-Dynastie (Kitan).
Bekannt ist der Tempel für seine Quellen, ursprünglich hieß er Qingshui Yuan 清水院 – Tempel des klaren Wassers. Ein Ginkgobaum dort soll tausend Jahre, eine Yulan-Magnolie dreihundert Jahre alt sein. Er diente ausschließlich der kaiserlichen Familie. Die meisten seiner Buddhastatuen stammen aus der Ming-Dynastie. 
Der Dajue Si steht seit 2006 auf der Liste der Denkmäler der Volksrepublik China (6-303).